# 异叶假福王草
异叶假福王草（学名：Paraprenanthes prenanthoides）是菊科假福王草属的植物，为中国的特有植物。分布于中国大陆的四川、贵州等地，生长于海拔500米至1,100米的地区，常生长在山坡林下，目前尚未由人工引种栽培。

## 别名
重庆苣（云南种子植物名录）